# Kalzeubet Pahimi Deubet
Kalzeubet Pahimi Deubet (ur. 1 stycznia 1957 w Lac Léré) – czadyjski ekonomista, polityk i biznesmen, premier Czadu od 21 listopada 2013 do 13 lutego 2016.
Kalzeubet Pahimi Deubet stał na czele przedsiębiorstwa państwowego zajmującego się bawełną. Zajmował szereg stanowisk rządowych. Był ministrem służby cywilnej i ministrem komunikacji. Po dymisji Djimrangara Dadnadji z 21 listopada 2013, został mianowany przez prezydenta Idrissa Déby'ego, szefem nowego rządu.